# Le Roy (New York)
Pour les articles homonymes, voir Le Roy.
Le Roy est une ville (town) est un type de municipalité. La création et le statut des municipalités étant une compétence des États, le terme recouvre donc une grande variété de situations) située dans le comté de Genesee, dans l'État de New York, aux États-Unis,. En 2010, elle comptait une population de 7 641 habitants.

## Démographie
Lors du recensement de 2010, la ville comptait une population de 7 641 habitants. Elle est estimée, en 2016, à 7 427 habitants.